# Dutchbat
Dutchbat (afkorting van Dutch Batallion (Nederlands bataljon, officieel: 1(NL)VN Infanteriebataljon)) was een Nederlands infanteriebataljon, dat onder commando van de Verenigde Naties deel uitmaakte van de UNPROFOR-vredesmacht van de Verenigde Naties in onder meer Bosnië.

## Inleiding
Van 1979 tot 1983 werden militairen van het Regiment Infanterie Johan Willem Friso onder de naam "Dutchbatt" (met twee t's) ingezet in Libanon. Dutchbatt maakte toen deel uit van UNIFIL, de VN-vredesmacht in Zuid-Libanon. Tussen maart 1979 en oktober 1985 zijn bijna negenduizend Nederlandse militairen onderdeel van de UNIFIL-vredesmacht in Zuid-Libanon geweest. Zij dienden bij het UNIFIL-hoofdkwartier in Naqoura, bij Dutchbatt (1979–1983) of bij Dutchcoy (1983–1985). Dit artikel behandelt Dutchbat tijdens de missie in Srebrenica.
De Nederlandse staat heeft zichzelf middels artikel 90 van de Grondwet verplicht tot het bevorderen van de ontwikkeling van de internationale rechtsorde. Deze bepaling luidt: "De regering heeft tot taak de ontwikkeling van de internationale rechtsorde te bevorderen." Taken die daarbij horen zijn de vreedzame beslechting van internationale geschillen, het waarborgen van mensenrechten, goede verhoudingen met andere staten onderhouden, goede internationale wetgeving en de naleving daarvan verzorgen en bewaken en de duurzame internationale vrede en veiligheid ondersteunen.

### Voorspel

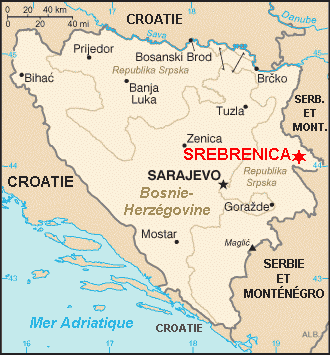
Locatie van Srebrenica

Toen tijdens de Bosnische Oorlog in 1993 het etnische geweld in Bosnië escaleerde, drongen politieke partijen in de Tweede Kamer aan op een Nederlandse militaire bijdrage aan UNPROFOR (daar actief sinds 1992) door het zenden van troepen naar het voormalige Joegoslavië. UNPROFOR had aldaar een staakt-het-vuren weten te bereiken, maar er was geen sprake geweest van demilitarisatie van de bevolking.
Het doel van UNPROFOR was toe te zien op de handhaving van Resolutie 819 Veiligheidsraad Verenigde Naties in de 'veilige gebieden' (ook wel de "secure area" of "safe haven" genoemd door de Verenigde Naties). De zogenaamde Rules of Engagement (ROE) stonden alleen toe dat geweld werd gebruikt voor zelfverdediging, waarbij gerekend werd op luchtsteun van de NAVO om de missie te doen slagen. Luchtsteun mocht echter alleen worden aangevraagd wanneer de eigen stellingen werden aangevallen in verband met de onpartijdigheid van de VN-troepen. Inmenging in de gevechten was ten strengste verboden voor alle NAVO-troepen. Men dacht ongeveer 34.000 man nodig te hebben maar uiteindelijk verkreeg men er niet meer dan 7.600. Omdat de resolutie van de Verenigde Natie over Srebrenica door alle beperkingen moeilijk op te volgen was kwam in Nederland de discussie op gang of militairen onder die condities naar het oorlogsgebied mochten worden gezonden.
Op 22 mei 1993 stemt de Tweede Kamer unaniem in met de motie-Van Traa (PvdA)-Van Vlijmen (CDA) waarin de regering werd opgeroepen een gevechtseenheid naar Bosnië te sturen. Bevelhebber der Landstrijdkrachten Hans Couzy had minister Ter Beek al eerder in overweging gegeven dat de opdracht op deze wijze niet adequaat kon worden uitgevoerd. Begin november vertrok minister Ter Beek met enige adviseurs (onder wie chef defensiestaf A. van der Vlis) en generaal Couzy naar voormalig Joegoslavië om zich persoonlijk van de situatie op de hoogte te stellen.
Deze reis was slecht voorbereid, waardoor de commandant van UNPROFOR en de UNPROFOR-commandant van Bosnië, de Belgische generaal Briquemont, afwezig waren. Eenheden van de 11 Luchtmobiele Brigade (met de naam van Dutchbat tijdens de uitzending) werden in het najaar van 1993 gereed gemaakt voor uitzending, middels oefen- en trainingsprogramma's. De bewapening zou onder meer bestaan uit "zware" .50 mitrailleurs en de praktische oefeningen vonden plaats op het Amerikaanse oefenterrein te Hohenfels, waar ook een oefendorp was nagebouwd. Vervolgens vertrok brigade-generaal Jan Willem Brinkman, commandant van de luchtmobiele brigade, met een verkenningsgroep naar het strijdgebied, waar hij Srebrenica en Žepa bezocht om mogelijke locaties voor Dutchbat te verkennen. Het standpunt inzake de missie van minister Ter Beek was, ondanks bezwaren van Couzy en Van der Vlis, dat hij een politieke overweging moest maken en dat hij, tenzij hij militaire argumenten hoorde waar hij beslist niet aan voorbij kon gaan, vond dat Nederland moest gaan.

### Uitzending

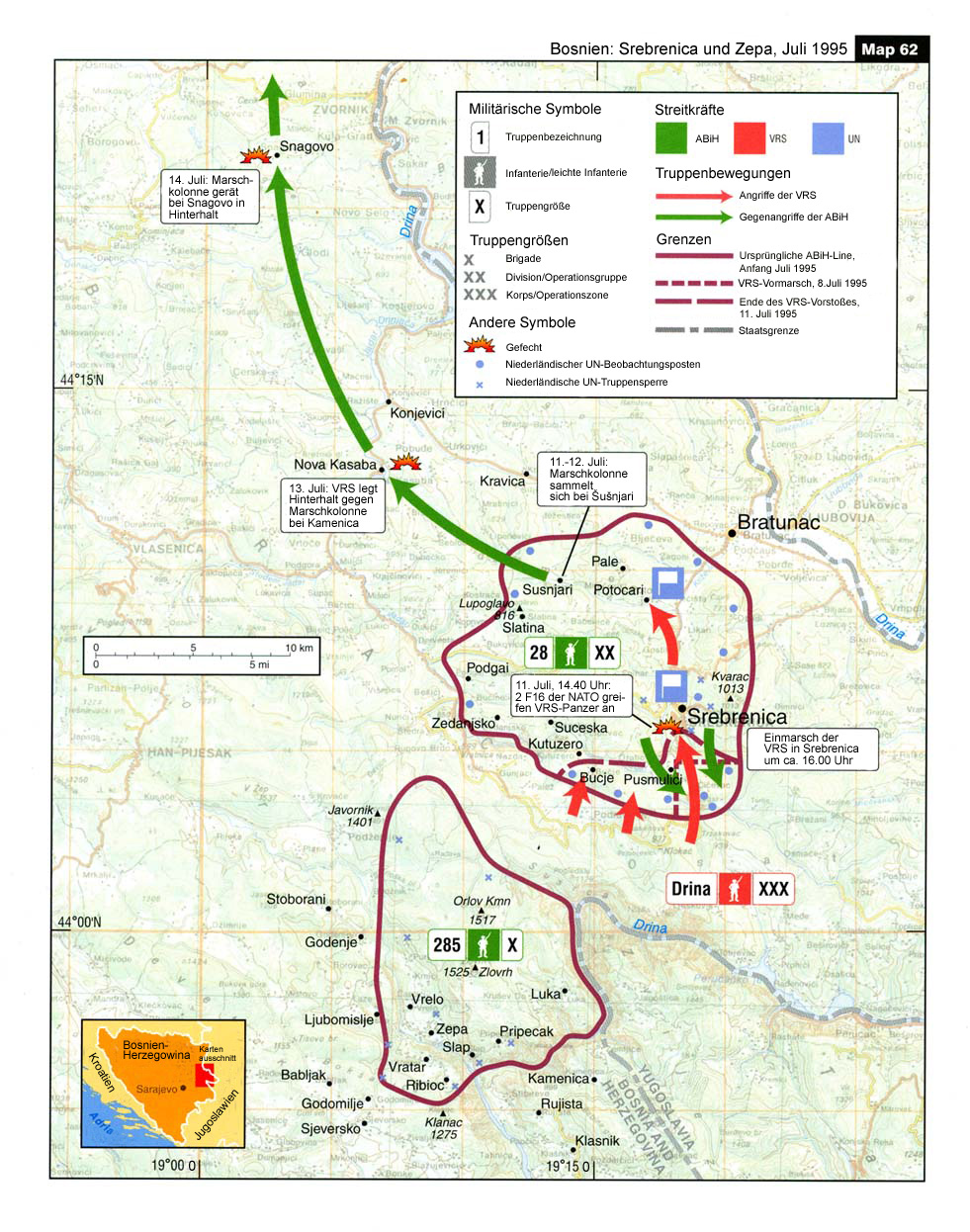
Kaart van het strijdverloop van de Val van Srebrenica

Voor Dutchbat werd resolutie 836 van de Veiligheidsraad van de Verenigde Naties van kracht; krachtens dit mandaat werden de zogenaamde "safe areas" uitgebreid. Dat was gebeurd nadat de Franse generaal Philippe Morillon in april 1993 had geweigerd uit Srebrenica te vertrekken voordat de veiligheid van de vluchtelingen was gegarandeerd. Leden van de VN-vredesmacht kregen de opdracht aanvallen op de zogenaamde veilige gebieden (Srebrenica, Goražde, Žepa, Tuzla, Bihać en Sarajevo) af te weren door het treffen van alle benodigde maatregelen inclusief het gebruik van geweld, in antwoord op bombardementen, ongeacht door welke partij, dan wel in antwoord op gewapende invallen in die gebieden of in geval van moedwillige obstructie van de bewegingsvrijheid van UNPROFOR of van beschermde humanitaire konvooien. Minister Voorhoeve, opvolger van minister Ter Beek, was een voorstander van uitzending maar de chef defensiestaf, Arie van der Vlis, was tegen in verband met alle belemmerende restricties die voor de VN-troepen golden.

#### Dutchbat I
11 infanteriebataljon luchtmobiel vertrok eind februari 1994, onder leiding van luitenant-kolonel Chr. Vermeulen naar Bosnië-Herzegovina; in Srebrenica zou een versterkte Canadese compagnie worden afgelost en in de enclave Žepa een Oekraïense. De bedoeling was dat het Nederlandse bataljon op drie plaatsen zou worden gelokaliseerd: de hoofdmacht te Srebrenica, een versterkte compagnie in Žepa en de logistieke ondersteuning in Lukavac. Commandant van UNPROFOR in Bosnië, de Britse generaal Michael Rose, gaf Dutchbat de opdracht een Canadese troepenmacht in Srebrenica af te lossen en het bevel aan de A-compagnie om het vliegveld van Tuzla te beveiligen en operationeel te maken.
De enclave was op dat moment al omsingeld door Bosnisch-Servische troepen, voorzien van zware wapens en op strategische posities gelokaliseerd langs het dal waarin de hoofdplaatsen Srebrenica en Potočari lagen. De bevolking van de enclave bestond toen al uit 30.000-40.000 mensen. De moslimstrijders (regeringsstrijdkrachten van de Bosniak-Kroatische republiek Bosnië en Herzegovina) waren binnen de enclave georganiseerd in vier brigades van 3.000-4.000 man. Zij waren licht bewapend maar hadden een paar mitrailleurs, antitankwapens en lichte mortieren. Deze eenheden waren nauwelijks geoefend en gedisciplineerd; zij ondernamen gewapende acties tegen de Bosnische Serviërs, waartegen Dutchbat niets vermocht. Dutchbat richtte observatieposten in, waardoor een deel van de enclavegrens geobserveerd kon worden. In de gebieden waar dat niet kon patrouilleerde Dutchbat per voertuig en te voet. Het probleem was dat wanneer strijders met wapens werden aangetroffen ze de vlucht konden nemen in huizen, die voor VN-soldaten verboden gebied waren.

#### Dutchbat II
Dutchbat I voerde zijn taak uit en werd in juli 1994 afgelost door het 12 infanteriebataljon luchtmobiel, onder leiding van luitenant-kolonel P. Everts. Nog steeds maakten Bosnische Serviërs de aanvoer van voedsel, brandstof en andere hulpmiddelen onmogelijk. In augustus 1994 raakte een viertal Nederlandse militairen gewond bij mijnincidenten. Begin november 1994 kwam een patrouille van OP November zwaar onder vuur te liggen van de Serven. Hierbij raakte de groepscommandant zwaar gewond aan zijn been. Eind november 1994 werd een konvooi met 70 verlofgangers een week gegijzeld door de Serven. Zij zaten een week vast in een steengroeve in Zvornik. Dit was om de Navo te dwingen geen bombardementen uit te voeren rondom Sarajevo.

#### Dutchbat III

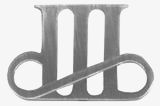
Draaginsigne Dutchbat III

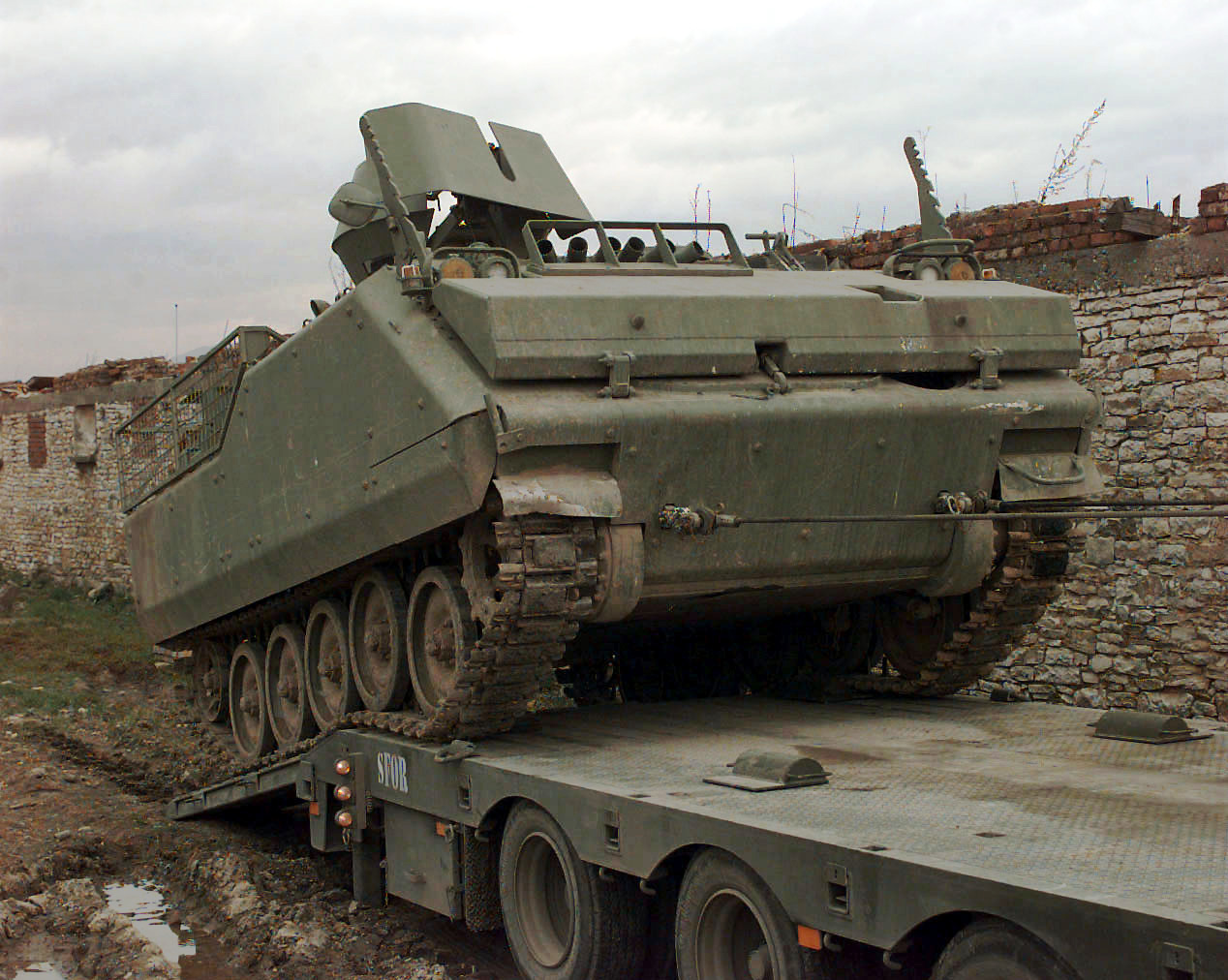
YPR-765-pantservoertuig, eerder gebruikt door Dutchbat III-troepen en na de Val van de enclave Srebrenica buitgemaakt door de Bosnische Serviërs

Op 18 januari 1995 werd Dutchbat II afgelost door het 13 infanteriebatajon luchtmobiel, Dutchbat III, onder leiding van luitenant-kolonel Thom Karremans. Op 21 januari kondigde de Bosnische Serviërs aan dat de bewegingsvrijheid van de VN-soldaten in de "Bandera-driehoek", aan de rand van de enclave, werd verboden. Inmiddels hadden Bosnisch-Servische troepen direct langs deze enclavegrens stellingen betrokken. Het bataljon negeerde dit verbod en ging op 27 januari met drie patrouilles het gebied binnen; als gevolg hiervan werden tussen 27-31 januari ongeveer honderd militairen door het Bosnische Servische leger vastgehouden. Er volgden diverse incidenten, onder meer liep in februari een militair van Dutchbat op een mijn, waarbij hij zijn linkeronderbeen verloor. Vanaf 18 februari gaf het Bosnisch-Servische leger geen toestemming meer om brandstof naar de enclave te vervoeren, waardoor geen patrouilles per voertuig konden plaatsvinden en het onmogelijk werd de Bosnische Moslims te ontwapenen. In maart werd de bevoorrading geblokkeerd en in april werd alle bevoorrading onmogelijk. Op 29 maart 1995 kwam de Nederlandse soldaat Jeffrey Broere om het leven toen Bosnische Serviërs een observatiepost beschoten. In mei 1995 stelde luitenant-kolonel Karremans vast dat het bataljon niet meer operationeel was en waarschuwde de Nederlandse regering tegen voortijdige ontruiming van de observatieposten als gevolg van de bevoorradingsblokkade.
De Nederlandse regering verzocht VN-commandant in Joegoslavië, generaal Bernard Janvier, om Srebrenica vanuit de lucht te bevoorraden, maar deze stelde de bevoegdheid te missen helikopters beschikbaar te stellen. Militair bezien was er weinig te doen tegen de Serviërs: de Nederlandse militairen zaten zonder dekking in het dal; op de heuveltoppen stonden Servische kanonnen en tanks opgesteld, die de fabriek, waarin Dutchbat gelegerd was, in het vizier hadden. Luchtaanvallen waren verboden door de Verenigde Naties en luchtsteun mocht alleen worden aangevraagd als een VN-stelling direct werd aangevallen. Op 25 en 26 mei werden zogenaamde air strikes uitgevoerd; de Bosnisch-Servische generaal Ratko Mladić nam als reactie hierop 400 VN-militairen, onder wie diverse Nederlanders, in gijzeling. Op 3 juni 1995 werd de Nederlandse observatiepost bij de grens van de enclave aangevallen en veroverd. Hiernaast werd elders met een antitankraket een Nederlands bevoorradingsvoertuig beschoten waarbij twee militairen zwaargewond raakten en één lichtgewond.

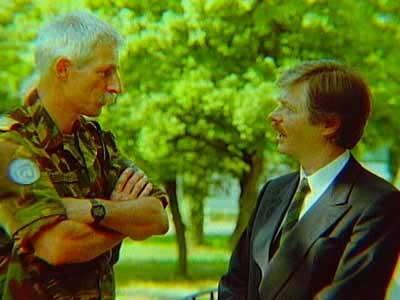
Commandant van Dutchbat luitenant-kolonel Thom Karremans en minister van Defensie Joris Voorhoeve in Zagreb voor de Val van Srebrenica in juli 1995

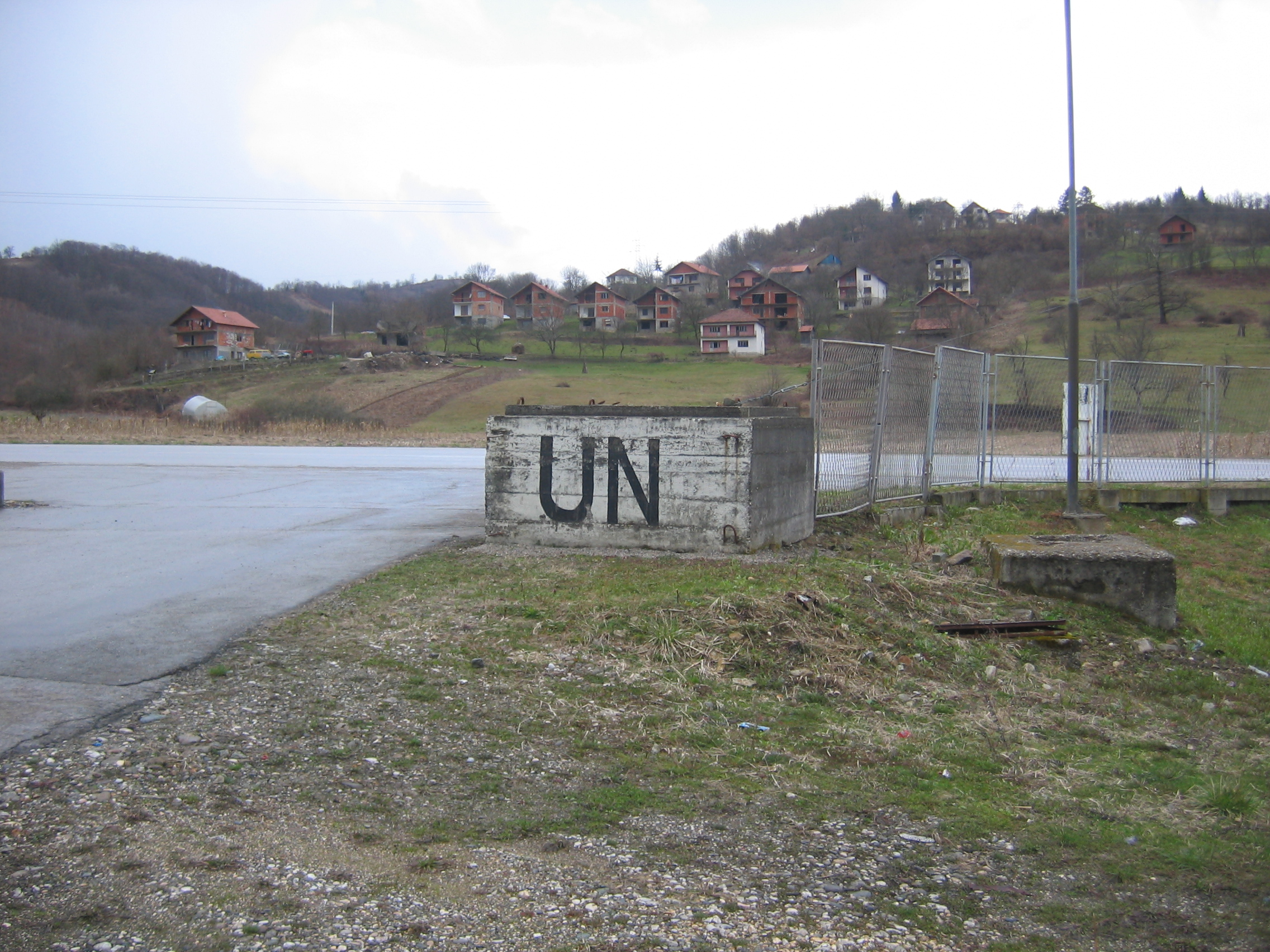
Dutchbat III te Potočari

In de nacht van 5 op 6 juli 1995 werd Srebrenica beschoten en braken er gevechten uit in het zuidoosten van de enclave; er vonden hevige gevechten plaats tussen de Bosnische Moslims en de Bosnische Serviërs. In het begin van de middag explodeerden twee artilleriegranaten bij de Nederlandse observatiepost die de Servische stellingen aan de zuidoostrand moest observeren. Niet veel later werd de post zelf onder vuur genomen. Intussen was de toestand van Dutchbat steeds verder verslechterd: de watervoorziening was uitgevallen, de brandstofvoorraad uitgeput en er was gebrek aan munitie en reserveonderdelen. Op zaterdag 8 juli werd de observatiepost opnieuw aangevallen door Bosnische Serviërs en stortte een deel van de beschermwal in. De bemanning van de post werd ontwapend en kreeg toestemming naar Srebrenica-stad terug te keren; tijdens deze terugtocht werd soldaat eerste klasse Raviv van Renssen door een handgranaat, gegooid door een onbekende strijder, dodelijk getroffen en overleed te Potočari in een YPR pantservoertuig voorzien van het United Nations-logo en geverfd in wit als vorm van neutraliteit in het door Bosnische Moslims (BiH) en Bosnische Serviërs (VRS) conflict dat geëscaleerd was naar een ware burgeroorlog.
De observatieposten werden nu van twee kanten bedreigd, zowel door de aanvallende Bosnische Serviërs als door de Bosnische Moslimstrijders, die niet accepteerden dat de posten verlaten zouden worden. Op 9 juli bleven de gevechten tussen Bosnische Moslims en Bosnische Serviërs aanhouden en werden er Nederlandse militairen door de Bosnische Serviërs ontwapend. De Verenigde Naties gaf Dutchbat opdracht om op 10 juli met YPR's een duidelijk zichtbare blocking position vlak bij de stad in te nemen; een aanval op deze positie zou als een ernstige schending worden opgevat. Voor de blocking position waren nog maar zestig militairen beschikbaar. Op 10 juli ondernamen de Serviërs de aanval op de blocking position en UNPROFOR gaf de opdracht deze af te slaan. Dat gebeurde, zonder dat er Nederlandse slachtoffers vielen. Op maandag 10 juli werd een ultimatum van de Bosnische Serviërs ontvangen waarin stond dat Dutchbat 48 uur de tijd kreeg om vanaf de volgende dag 06.00 uur, samen met de bevolking, de enclave te verlaten, waarop luitenant-kolonel Karremans opnieuw luchtsteun aanvroeg, die hem vanaf 7 uur de volgende dag werd toegezegd. Er was echter een communicatiestoornis tussen het VN-sectorcommando in Tuzla en de VN-commandopost in Sarajevo, waardoor de luchtsteun niet op tijd plaatsvond. Er zou namelijk voor de aanvraag van de noodzakelijke luchtsteun door Nederlandse F16 vanuit Italië niet het juiste formulier zijn gebruikt. Inmiddels rukten de Servische tanks op maar schoten nog niet op de VN-stellingen tot 12.00 uur, toen de B-compagnie onder vuur werd genomen. Om 12.30 uur werd toestemming gegeven voor Close Air Support en om half drie schakelden twee Nederlandse F-16's twee Bosnische Servische tanks uit. Tussen 12.00 en 14.00 uur werden de Nederlandse troepen en de Bosnische Moslimstrijders gedwongen hun stellingen op te geven. In de compound van de B-compagnie, waar 5.000-8.000 vluchtelingen zich verzameld hadden ter evacuatie naar Potočari, explodeerden granaten. Op dat moment was ook de evacuatie van de rest van de bevolking en de Bosnische Moslimstrijders al begonnen.

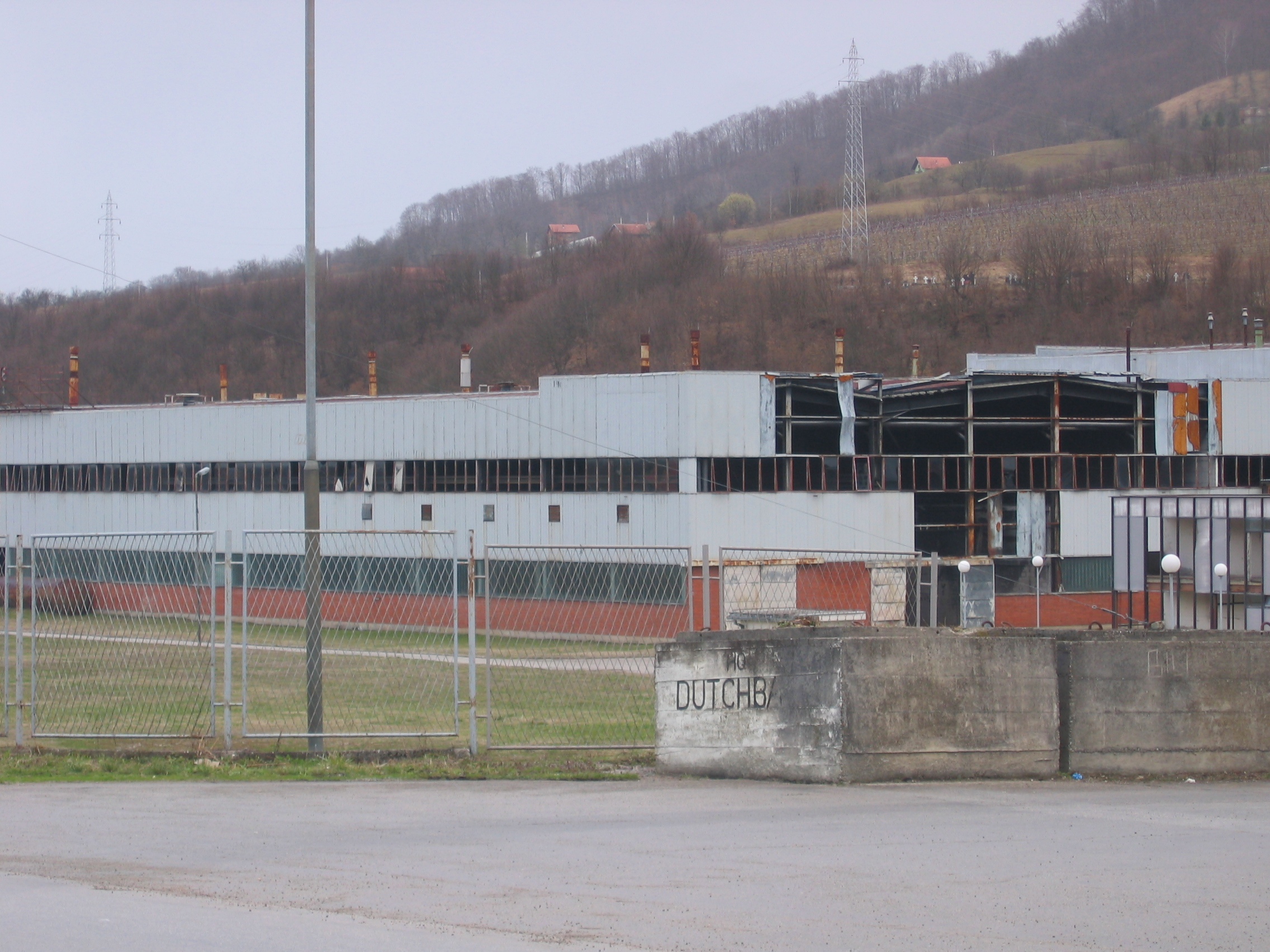
Dutchbat III te Potočari

Vanaf nu werden huizen in brand gestoken, trokken grote troepen vluchtelingen weg en werden duizenden mensen vermoord. Ondanks protesten van luitenant-kolonel Karremans traden Bosnische Serviërs op als begeleiders van de vluchtelingen. Mannen en vrouwen werden door de Bosnisch-Servische troepen van Generaal Ratko Mladić gescheiden, de mannen werden in de volgende dagen massaal vermoord en begraven met bulldozers. Kapitein Rutten van Dutchbat maakte daar foto's van, maar die mislukten door waarschijnlijk een fout bij het ontwikkelen later in Nederland bij de Militaire Inlichtingendienst. Op zaterdag 15 juli werd bericht dat de vijftig militairen, vastgehouden sinds de verovering van de observatieposten, werden vrijgelaten door de Bosnische Serviërs en naar Zagreb werden overgevlogen. Op vrijdag 21 juli werden de laatste militairen die nog vastgehouden waren vrijgelaten. Nadat Srebrenica was gevallen onderhandelde luitenant-kolonel Karremans met Mladić over de evacuatie van de gewonden in de verbandplaats.
Mladić buit dit moment publicitair uit door Karremans en zijn gevolg plotseling een glas met drank in de hand te drukken waarna een door Mladić meegebrachte televisieploeg daar opnamen van maakte. Deze opnamen gingen de hele wereld over. De Nederlandse troepen trokken in een colonne weg naar Zagreb, waarbij Mladić aan Karremans enkele geschenken overhandigde. De feestelijke ontvangst van de Nederlanders in Zagreb en de uitspraken van Karremans op de persconferentie waarin hij zijn bewondering voor de militaire operatie van Mladić uitsprak zorgden in Nederland voor beroering. Op 24 juli keerden alle militairen van Dutchbat III terug op Vliegbasis Soesterberg.

#### Dutchbat IV
Een infanteriecompagnie, de A-Cie van het regiment Limburgse Jagers, die eigenlijk een onderdeel had moeten zijn van Dutchbat IV (de geplande aflossing), begon op 21 juli in Simin Han en hielp daar met het opvangen van de vluchtelingen. Deze compagnie werd ook wel de vergeten compagnie genoemd. In november 1995 werden zij afgelost door een Zweedse eenheid, waarmee een einde kwam aan de inzet van Nederlandse infanterie in het kader van UNPROFOR.

### Nasleep

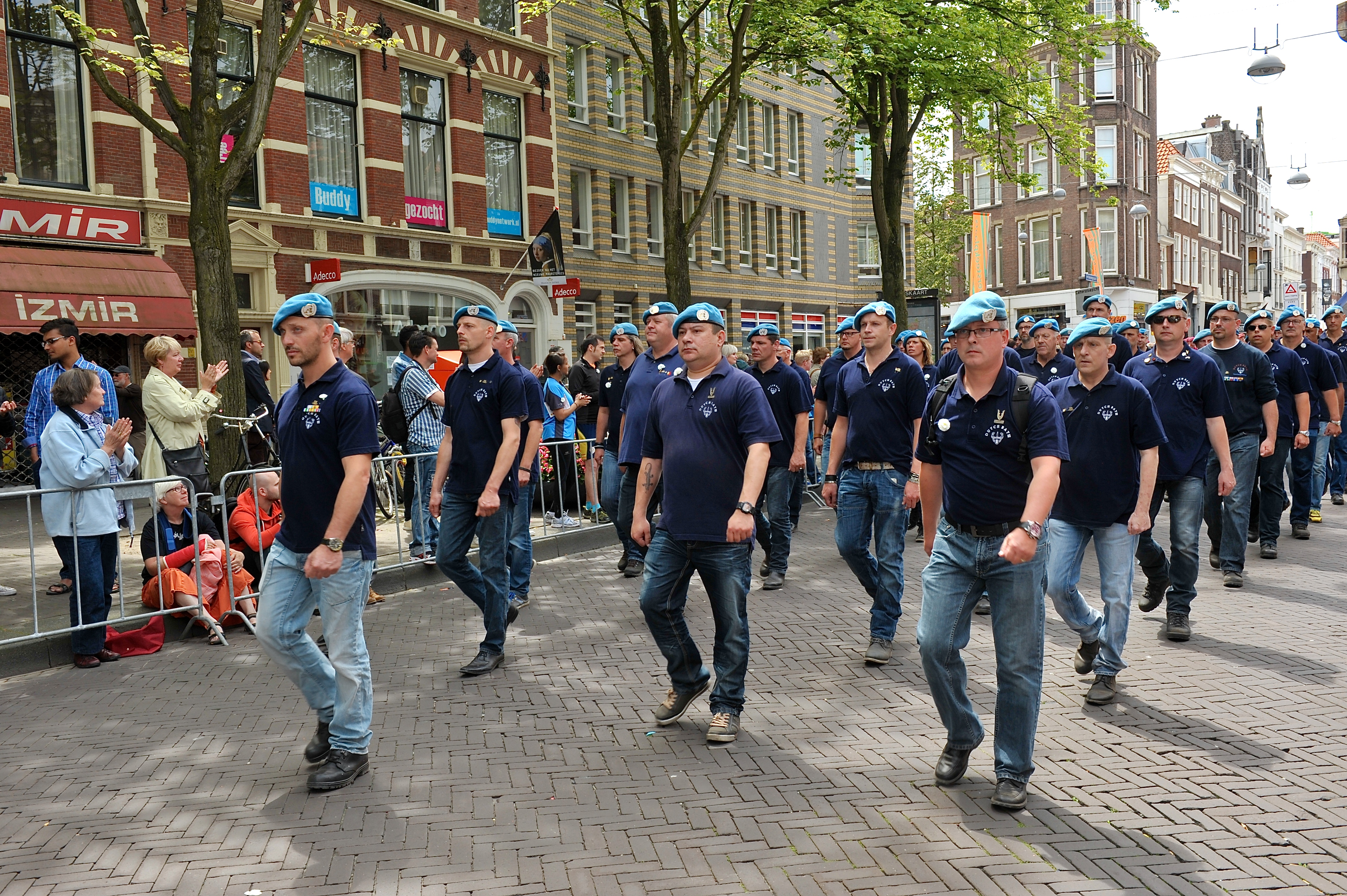
Dutchbat III bij Veteranendag 2014

De val van de moslimenclave had grote invloed op de publieke opinie in Nederland. Er werd een officieel onderzoek ingesteld door het NIOD, dat zeven jaar duurde. Het resultaat werd gepubliceerd op 10 april 2002. Binnen zes dagen na de publicatie bood premier Kok het ontslag van de regering aan. Het rapport was 3.400 bladzijden dik en leverde zware kritiek op de politieke en hogere militaire leiding. De conclusies waren:
- De missie was onvoldoende voorbereid.
- Er was onvoldoende samenwerking geweest tussen het ministerie van Defensie (onder Joris Voorhoeve) en het ministerie van Buitenlandse Zaken (onder Hans van Mierlo).
- De missie was uitgevoerd met onvoldoende middelen om het doel te bereiken.
- Er werd geen luchtsteun aan luitenant-kolonel Karremans gegeven toen deze dat dringend verzocht.
- Zowel Nederland als de Verenigde Naties verzuimden om hun plicht te doen.

Op 4 december 2006 werd aan militairen van Dutchbat III het Draaginsigne Dutchbat III uitgereikt door minister Henk Kamp van Defensie. Het draaginsigne was een erkenning, geen beloning, voor de militairen die sinds de val van de enclave zeer negatief in het nieuws kwamen. De toekenning van het insigne gaf aanleiding tot de nodige kritiek, onder anderen van nabestaanden van de Srebrenica-slachtoffers. Op 11 november 2010 werd de vereniging Dutchbat III opgericht ter ondersteuning van veteranen van Dutchbat III.
In de jaren 2003, 2005 en 2006 werden meerdere terugreizen ondernomen en contacten gelegd met de lokale bevolking. Dat verliep zonder problemen. Ook ondernamen individuele leden van Dutchbat reizen naar de plaats van gebeurtenis in 1995: Srebrenica, Potočari en Simin Han. Daarnaast werden diverse projecten door hen gestart, zoals het opknappen van openbare instellingen door veteranen. Dit gebeurde op eigen initiatief en op eigen kosten van de veteranen.
Generaal Hans Couzy schreef in het boek Mijn jaren als bevelhebber een stuk over de verrichtingen van Dutchbat in Joegoslavië. Luitenant-kolonel Thom Karremans schreef over zijn verrichtingen in 1998 het boekje Srebrenica. Who cares?
Journalist Coen Verbraak kwam in de zomer van 2020 met de driedelige documentaire Srebrenica - de machteloze missie van Dutchbat, over de val van Srebrenica uit het oogpunt van Dutchbatters.

## Meer lezen
- 1997. F. Westerman en B. Rijs. Srebrenica, het zwartste scenario. Atlas ISBN 9025422012.
- 2002. Srebrenica, een veilig gebied - Hoofdrapport. Reconstructie, achtergronden, gevolgen en analyses van een Safe Area. Boom.
- 2004. B. Schoenmaker en H. Roozenbeek. Vredesmacht in Libanon. De Nederlandse deelname aan UNIFIL 1979-1985. Boom in samenwerking met het Instituut voor Militaire Geschiedenis. ISBN 9053529861.
- 2005. H. Praamsma, J. Peekel en T. Bouwmans. Herinneringen aan Srebrenica. 171 soldatengesprekken. Prometheus. ISBN 903512863X.